# NGC 4247
NGC 4247 est une galaxie spirale intermédiaire située dans la constellation de la Vierge. NGC 4247 a été découverte par l'astronome américain George Mary Searle en 1868.

## Caractéristiques
a classe de luminosité de NGC 4247 est I-II et elle présente une large raie HI.

### Distance

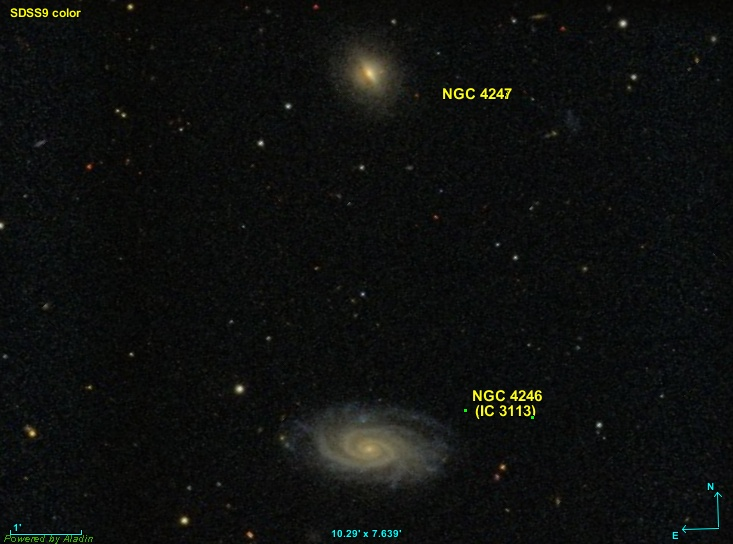
La paire de galaxie NGC 4246 et NGC 4247

Sa vitesse par rapport au fond diffus cosmologique est de 4 261 ± 24 km/s, ce qui correspond à une distance de Hubble de 62,8 ± 4,4 Mpc (∼205 millions d'al).

### Radiogalaxie
Selon la base de données Simbad, NGC 4247 est une radiogalaxie.

## Trio de galaxies
Selon Vaucouleur et Corwin, NGC 4235 et NGC 4246 et NGC 4247 forment un trio de galaxies. Mais, c'est incorrecte. En effet, NGC 4235 est à environ 126 millions d'années-lumière de la Voie lactée, alors que les deux autres sont respectivement à 196 et 205 millions d'années-lumière. Cependant, les galaxies NGC 4246 et NGC 4247 forment bel et bien une paire de galaxie qui ne semble toutefois pas en interaction.

## Amas de la Vierge
Bien que NGC 4247 n'apparaisse dans aucun groupe de galaxies des sources consultées, la désignation VCC 265 (Virgo Cluster Catalog) indique que cette galaxie devrait faire partie de l'amas de la Vierge. Mais, puisqu'elle est située à une distance de plus de 205 millions d'années-lumière, elle ne fait sans doute pas partie de cet amas dont les galaxies les plus lointaines, celles du groupe de NGC 4235, sont situées à moins de 150 millions d'années-lumière de la Voie lactée.